# Chilocorus cacti
Espèce
Chilocorus cacti, en anglais the cactus lady beetle (la coccinelle des cactus) est une espèce de coccinelles originaire des Amériques, y compris la région des Caraïbes. Ses adultes et ses larves se nourrissent de cochenilles et des tentatives ont été faites pour l'utiliser pour la lutte biologique contre les ravageurs.

## Description
Les œufs de Chilocorus cacti sont d'environ 1 mm de long, ovales et gris. Ses larves sont cylindriques et muent trois fois, la larve du quatrième stade faisant environ 6 mme de long ; ces larves sont noires, avec une ceinture brun jaunâtre, et ont de grandes épines noires sur la face dorsale. Les nymphes sont en forme de losange épineux, d'environ 5 mm de long ; elles sont tachetées de noir et de brun. L'adulte bombé, peut atteindre 6 mme de long. Il est de  couleur noire brillante avec deux grandes taches brun rougeâtre sur les élytres. Cette coccinelle ressemble en apparence à sa cousine Chilocorus stigma, mais sa face ventrale est brune, alors que celle de C. stigma est noire.

## Distribution et habitat
Chilocorus cacti  est originaire du Nouveau Monde. Son aire de répartition comprend le sud des États-Unis, le Mexique, la Colombie, le Pérou et la région des Caraïbes. Elle s'est implantée en Afrique du Sud, en Eswatini, au Maroc et à São Tomé-et-Príncipe, en Inde et en Nouvelle-Zélande. Elle se rencontre souvent sur les figuiers de Barbarie (Opuntia), et sur divers arbres, notamment les cocotiers.

## Écologie

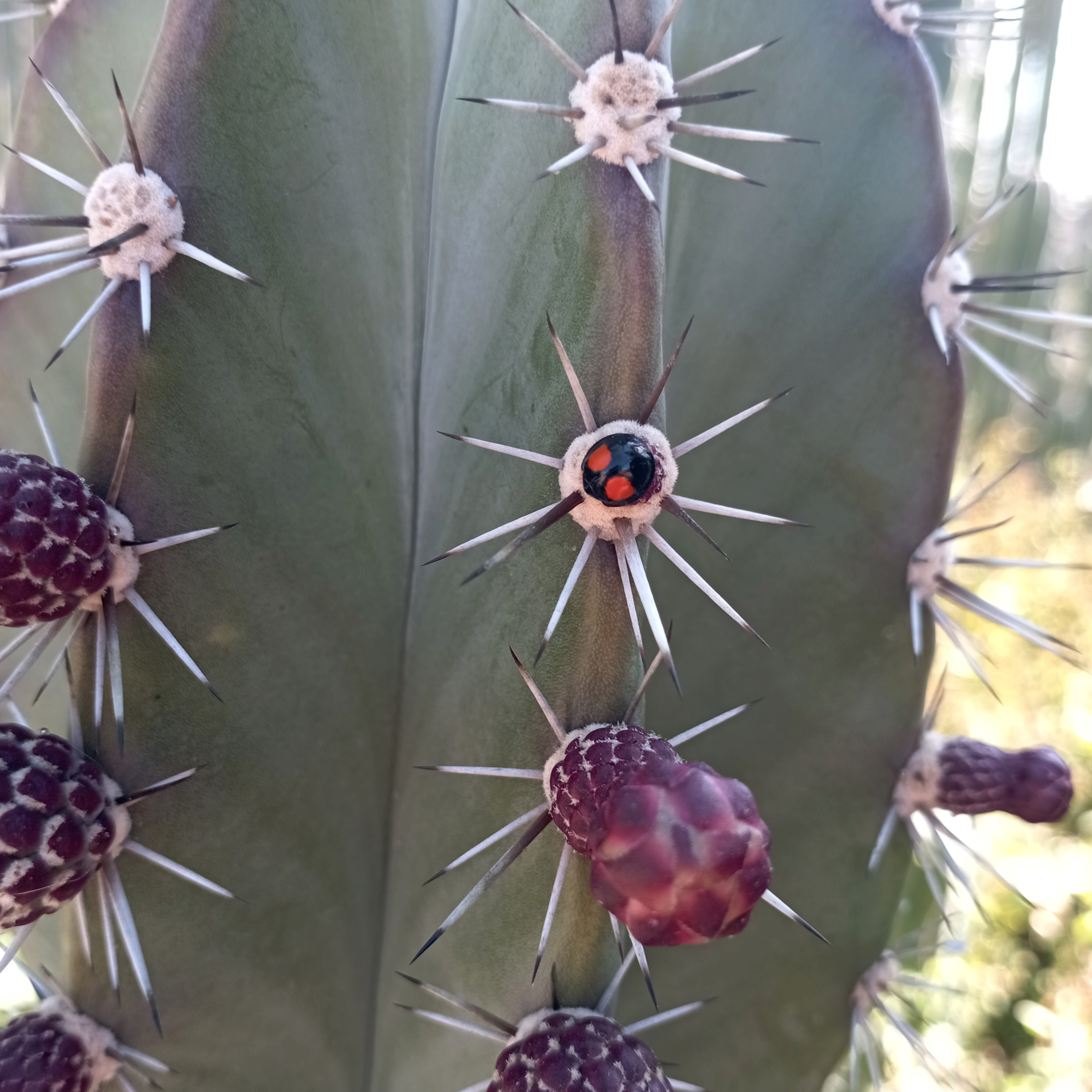
chilocorus cacti, Dolores Hildago, Mexique

Les adultes et les larves de cette coccinelle sont des prédateurs qui se nourrissant de cochenilles ; les espèces consommées varient selon le lieu, mais comprennent Aonidiella aurantii, Aspidiotus destructor, Carulaspis minima (en), Coccus viridis, Melanaspis glomerata (en), Parlatoria blanchardi (en), Pseudaulacaspis pentagona (en), Selenaspidus articulatus (en), Hemiberlesia lataniae (en) et Aulacaspis yasumatsui (en), dont beaucoup sont des ravageurs majeurs des agrumes et d'autres cultures. Outre les cochenilles, il consomme d'autres ravageurs, comme le psylle Diaphorina citri sur les agrumes.
Ses œufs sont pondus à proximité d'une espèce de proie appropriée et éclosent en une dizaine de jours. Les larves se nourrissent pendant environ 17 jours avant de se nymphoser et les adultes émergent des nymphes environ 13 jours plus tard. Aux États-Unis, ces insectes n'ont pas d'ennemis naturels, étant peut-être évités par les oiseaux et les lézards en raison d'une odeur désagréable. Leur coloration noire et rouge indique à leurs prédateurs potentiels qu'ils sont désagréables (coloration aposématique).
Cette coccinelle a été utilisée avec un succès mitigé dans des tentatives de lutte biologique contre les ravageurs dans plusieurs pays.